# Honda серия E

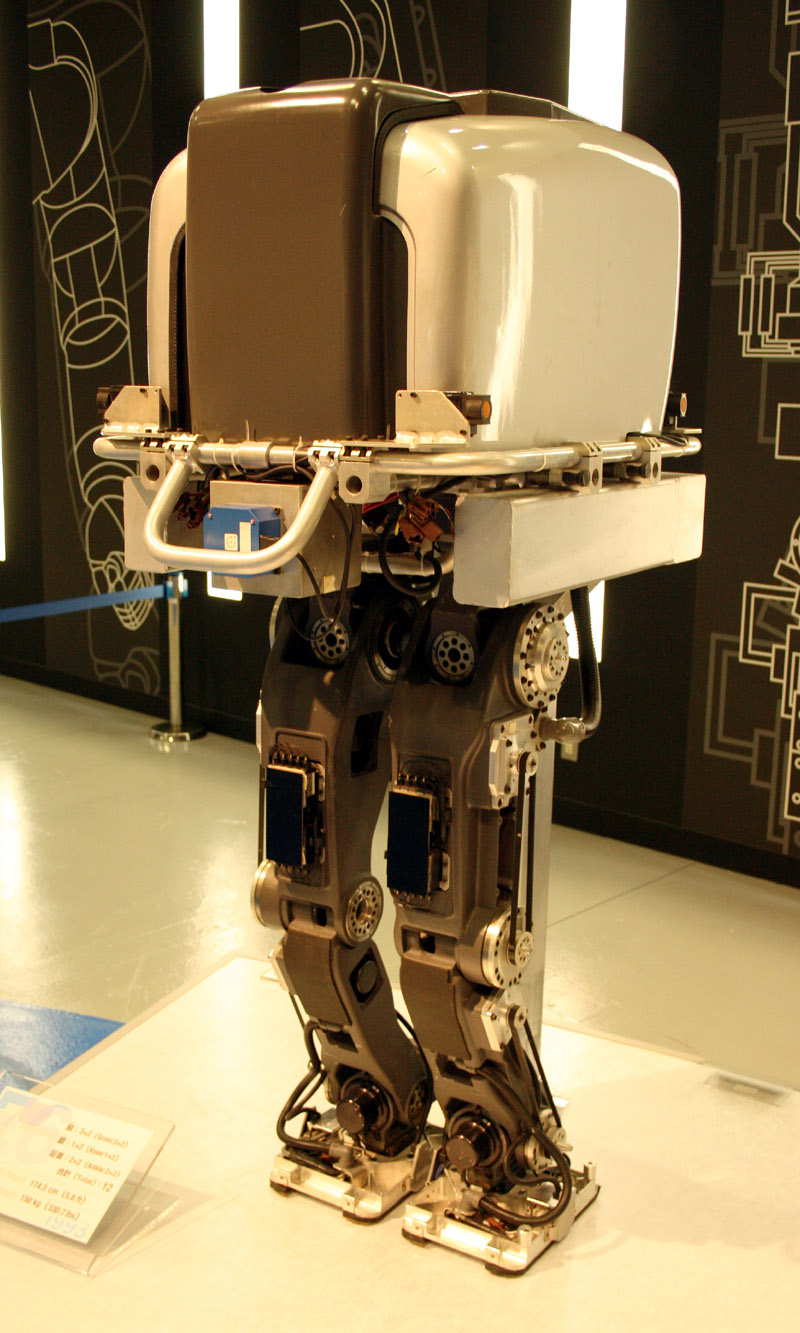
Honda E6

E-серия — это серия экспериментальных человекоподобных роботов, созданных компанией «Honda» в период с 1986 по 1993 год. Роботы этой серии не имели рук и использовались для исследования шагающего движения. Знания и опыт, полученные при создании этой серии, были применены в разработке следующей серии роботов (серия P). Информация о том, что компания «Хонда» работает над созданием роботов, держалась в секрете до 1996 года.

## Модели
|                  | E0 (1986) | E1 (1987) | E2 (1989) | E3 (1991) | E4 (1991) | E5 (1992) | E6 (1993) |
| Вес, кг          | 16,5      | 72        | 67,7      | 86        | 150       | 150       | 150       |
| Высота, см       | 101,3     | 128,8     | 132       | 136,3     | 159,5     | 170       | 174,3     |
| Степеней свободы | 6         | 12        | 12        | 12        | 12        | 12        | 12        |
| Изображение      |           |           |           |           |           |           |           |